# Charlotte Rampling
Charlotte Rampling, OBE (tên khai sinh: Tessa Charlotte Rampling; sinh ngày 05/02/1946) là một diễn viên người Anh. Trong sự nghiệp điện ảnh gần 50 năm, ngoài các phim của Anh, bà còn tham gia nhiều phim của Pháp và Mỹ

## Danh mục phim
| Năm  | Tên phim                                        | Vai diễn                       | Ghi chú |
| ---- | ----------------------------------------------- | ------------------------------ | --- |
| 1965 | Rotten to the Core                              | Sara Capell                    | |
| 1966 | Georgy Girl                                     | Meredith                       | |
| 1967 | The Long Duel                                   | Jane                           | |
| 1968 | Sequestro di persona                            | Christina                      | |
| 1969 | Target: Harry                                   | Ruth Carlyle                   | |
| 1969 | The Damned                                      | Elisabeth Thallman             | |
| 1969 | Three                                           | Marty                          | |
| 1971 | Vanishing Point                                 | Hitchhiker                     | cảnh quay bị xoá |
| 1971 | Addio, fratello crudele                         | Annabella                      | |
| 1971 | The Ski Bum                                     | Samantha                       | |
| 1972 | Henry VIII and His Six Wives                    | Anne Boleyn                    | |
| 1972 | Corky                                           | Corky's Wife                   | |
| 1972 | Asylum                                          | Barbara                        | |
| 1973 | Giordano Bruno                                  | Fosca                          | |
| 1974 | Zardoz                                          | Consuella                      | |
| 1974 | Caravan to Vaccarès                             | Lila                           | |
| 1974 | The Night Porter                                | Lucia Atherton                 | |
| 1975 | Yuppi du                                        | Silvia                         | |
| 1975 | La Chair de l'orchidée                          | Claire                         | |
| 1975 | Farewell, My Lovely                             | Helen Grayle                   | |
| 1976 | Foxtrot                                         | Julia                          | |
| 1976 | Sherlock Holmes in New York (TV)                | Irene Adler                    | |
| 1977 | Un taxi mauve                                   | Sharon                         | |
| 1977 | Orca                                            | Rachel Bedford                 | |
| 1977 | Al di là del bene e del male                    | Lou von Salomé                 | |
| 1980 | Stardust Memories                               | Dorrie                         | |
| 1982 | The Verdict                                     | Laura Fischer                  | |
| 1983 | Infidelities                                    | TV Flaminia                    | |
| 1984 | Viva la vie!                                    | Catherine Perrin               | |
| 1985 | On ne meurt que 2 fois                          | Barbara Spark                  | Đề cử—César Award for Best Actress |
| 1985 | Tristesse et beauté                             | Léa Uéno                       | |
| 1986 | Max, Mon Amour                                  | Margaret Jones                 | |
| 1987 | Angel Heart                                     | Margaret Krusemark             | |
| 1987 | Mascara                                         | Gaby Hart                      | Fantasporto Award for Best Actress |
| 1988 | Paris by Night                                  | Clara Paige                    | |
| 1988 | D.O.A.                                          | Mrs. Fitzwaring                | |
| 1989 | Rebus                                           | Miriam, contessa di Du Terrail | |
| 1992 | La Femme abandonnée (TV)                        | Fanny de Lussange              | |
| 1993 | Hammers Over the Anvil                          | Grace McAlister                | |
| 1993 | Asphalt Tango                                   | Marion                         | |
| 1994 | Murder in Mind (1994 TV series)                 | Sonya Davies                   | |
| 1994 | Time Is Money                                   | Irina Kaufman                  | |
| 1995 | Samson le magnifique (TV)                       | Isabelle de Marsac             | |
| 1996 | La Dernière fête (TV)                           | La marquise                    | |
| 1996 | Invasion of Privacy                             | Deidre Stiles, Josh's Attorney | |
| 1997 | The Wings of the Dove                           | Aunt Maude                     | |
| 1999 | Great Expectations (TV)                         | Miss Havisham                  | |
| 1999 | The Cherry Orchard                              | Lyubov Ranyevskaya             | |
| 2000 | My Uncle Silas                                  | Sylvia Featherstone            | TV series |
| 2000 | Signs & Wonders                                 | Marjorie                       | |
| 2000 | Hommage à Alfred Lepetit                        |                                | |
| 2000 | Aberdeen                                        | Helen                          | |
| 2000 | Sous le sable                                   | Marie Drillon                  | Đề cử—César Award for Best Actress Đề cử—Chlotrudis Award for Best Actress Đề cử—European Film Award for Best Actress Đề cử—European Film Award for Best Actress (Audience Award) Đề cử—National Society of Film Critics Award for Best Actress (3rd place)                                                      |
| 2001 | The Fourth Angel                                | Kate Stockton                  | |
| 2001 | Superstition                                    | Frances Matteo                 | |
| 2001 | Spy Game                                        | Ann Cathcart                   | |
| 2002 | Embrassez qui vous voudrez                      | Elizabeth Lannier              | |
| 2003 | I'll Sleep When I'm Dead                        | Helen                          | |
| 2003 | Swimming Pool                                   | Sarah Morton                   | European Film Award for Best Actress Đề cử—César Award for Best Actress Đề cử—Chlotrudis Award for Best Actress Đề cử—European Film Award for Best Actress (Audience Award) Đề cử—London Film Critics Circle Award for British Actress of the year Đề cử—Seattle Film Critics Award for Best Actress (2nd place) |
| 2003 | Imperium: Augustus (TV)                         | Livia                          | |
| 2003 | The Statement                                   | Nicole                         | |
| 2004 | Jerusalemski sindrom                            |                                | |
| 2004 | Immortal (ad vitam)                             | Elma Turner                    | Đề cử—European Film Award for Best Actress (Audience Award) |
| 2004 | The Keys to the House                           | Nicole                         | |
| 2005 | Lemming                                         | Alice Pollock                  | Đề cử—César Award for Best Supporting Actress Đề cử—European Film Award for Best Actress (Audience Award) |
| 2005 | Vers le sud                                     | Ellen                          | |
| 2006 | Basic Instinct 2                                | Milena Gardosh                 | |
| 2006 | Désaccord parfait                               | Alice d'Abanville              | |
| 2007 | Angel                                           | Hermione Gilbright             | |
| 2007 | Caótica Ana                                     | Justine                        | |
| 2008 | Deception                                       | Wall Street Belle              | |
| 2008 | Babylon A.D.                                    | Noelite High Priestess         | |
| 2008 | The Duchess                                     | Lady Spencer                   | |
| 2009 | Quelque chose à te dire                         | Mady Celliers                  | |
| 2009 | The Ball of the Actresses                       | Herself                        | |
| 2009 | Boogie Woogie                                   | Emille                         | |
| 2009 | La femme invisible (d'après une histoire vraie) | Rose                           | |
| 2009 | L'homme aux cercles bleues                      | Mathilde                       | |
| 2009 | Life During Wartime                             | Jacqueline                     | Đề cử—Gotham Award for Best Ensemble Cast |
| 2010 | Never Let Me Go                                 | Miss Emily                     | |
| 2010 | StreetDance 3D                                  | Helena                         | |
| 2010 | Rio Sex Comedy                                  | Charlotte                      | |
| 2010 | The Mill and the Cross                          | Mary                           | |
| 2011 | Melancholia                                     | Gaby                           | Đề cử—Bodil Award for Best Supporting Actress |
| 2011 | Cars 2                                          | Narrator                       | |
| 2011 | The Eye of the Storm                            | Elizabeth Hunter               | Đề cử—AACTA Award for Best Actress in a Leading Role |
| 2011 | Cleanskin                                       | Charlotte McQueen              | |
| 2012 | I, Anna                                         | Anna Welles                    | Hậu kỳ |
| 2012 | Restless                                        | Eva Delectorskaya (older)      | Hậu kỳ Đề cử—Screen Actors Guild Award for Outstanding Performance by a Female Actor in a Miniseries or Phim truyền hình |